# Milium pedicellare
Milium pedicellare är en gräsart som först beskrevs av Joseph Friedrich Nicolaus Bornmüller, och fick sitt nu gällande namn av Roman Julievich Roshevitz och Aleksandre Melderis. Milium pedicellare ingår i släktet hässlebroddssläktet, och familjen gräs. Inga underarter finns listade i Catalogue of Life.